# Kritchim (obchtina)
Kritchim (bulgare : Кричим) est une obchtina de l'oblast de Plovdiv en Bulgarie.